# Olivera de Sinfo
L'Olivera de Sinfo és una olivera farga, empeltada amb ullastre. Arbre mil·lenari, s'ubica a Traiguera. Deu el seu nom a una veïna de la localitat, Sinforosa.
El 2018, va ser elegida com millor arbre monumental de la seua espècie, segons l'Associació Espanyola de Municipis de l'Olivera. El 2019, va ser elegida millor olivera monumental de la Mediterrània, segons la Xarxa Euromediterrània de Ciutats de l'Olivera.